# Randens
Randens korábbi község (település) Franciaországban, Savoie megyében. 2019. január 1-jén Aiguebelle községgel egyesült és Val-d’Arc új község része lett.
Lakosainak száma 822 fő (2018. január 1.). Randens Aiguebelle, Bonvillaret, Bourgneuf és Montsapey községekkel határos.

## Népesség
A település népessége az elmúlt években az alábbi módon változott:
| Lakosok száma | 838  | 813  | 835  | 819  | 822  |
|               | 2013 | 2015 | 2016 | 2017 | 2018 |